# Charles de Bonchamps

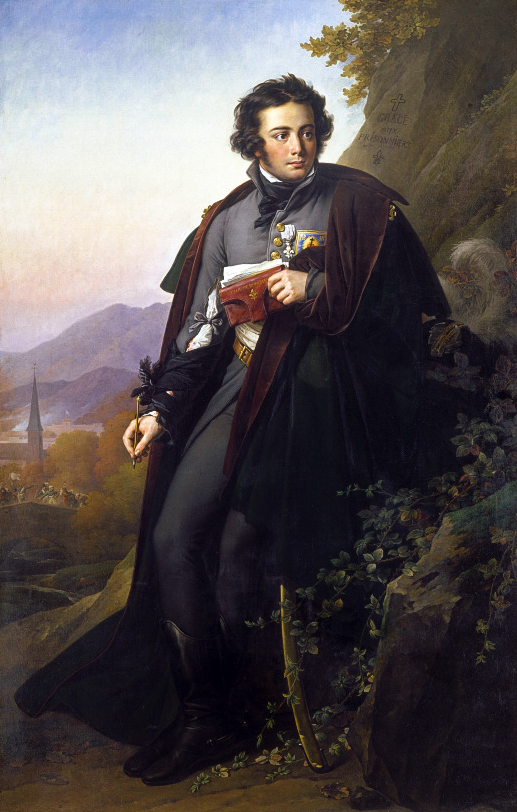
Charles de Bonchamps. Retrato de Anne-Louis Girodet de Roussy-Trioson (1767-1824), 1816.

Charles Melchior Artus de Bonchamps (Juvardeil, Anjou, 10 de mayo de 1760-Varades, 18 de octubre de 1793) fue un militar francés y marqués de Bonchamps. Sirvió como general del Ejército Católico y Real de la Vandea durante la Revolución francesa.

## Biografía
Hijo del marqués Charles Louis Artus de Bonchamps, combatió con distinción en la guerra de independencia de los Estados Unidos. Cuando estalló la revolución era capitán del regimiento de Aquitania, pero su rechazo al movimiento le obligó a renunciar a su cargo y retirarse a su castillo, La Baronnière, cerca de Saint-Florent-le-Vieil; ahí fue donde los campesinos rebeldes lo fueron a buscar para pedirle que los dirigiera. 

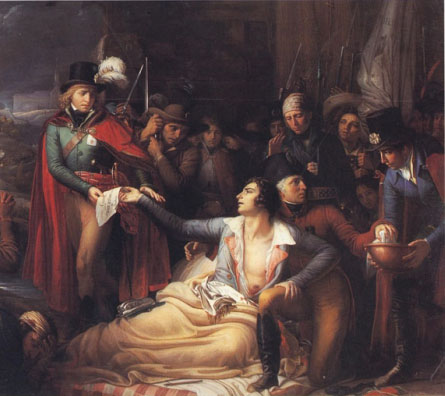
Mort de Bonchamps. Cuadro de Thomas Degeorge (1786-1854), 1837.

Cuidadoso y hábil en general, aunque muchas veces acusado de indeciso e indiferente en las decisiones militares, asume el mando del Ejército Católico y Real con Maurice d'Elbée (1752-1794). Tras algunas pequeñas victorias en Anjou, contribuye a la conquista de Bressuire y Thouars, aunque también participa del desastre de Nantes.
El 17 de septiembre de 1793, un ejército rebelde al mando de Bonchamps y François Athanase Charette de La Contrie (1763-1796) es atacado en el camino entre Torfou y Tiffauges por los republicanos de Jean Baptiste Kléber (1753-1800). El ataque es tan impetuoso que rápidamente las posiciones rebeldes son tomadas y las tropas campesinas deben retroceder, sin embargo, estas se reagrupan detrás de los setos y zanjas de los alrededores. Después los rebeldes vuelven al ataque, incluyendo un exitoso flanqueo por el ala izquierda, obligando a Kléber a retirarse tras cinco horas de batalla. 

Escudo nobiliario de la familia Bonchamps.

El general republicano, herido y presionado por sus enemigos, se retira a Boussay, donde intento atrincherarse sin éxito. Tras esto, el general republicano en jefe, Jean Baptiste Camille de Canclaux (1740-1817) ordena al general Jean-Michel Beysser (1753-1794) proteger Boussay. Beysser se encuentra con los rebeldes en Montaigu, donde es herido y sus tropas se retiran en desorden a Aigrefeuille-sur-Maine. Después de tal victoria, Charette toma Saint-Fulgent, capturando armamentos, equipos y municiones. El 22 de septiembre Bonchamps y Elbée asaltan Clisson, defendida por Canclaux. Bonchamps captura el parque, el hospital y parte de la artillería republicana, pero como no llega a tiempo Charette para unírseles, los rebeldes son derrotados. Kléber recibió órdenes de Canclaux el 30 de septiembre de avanzar sobre Montaigu, donde finalmente consiguió desalojar a los rebeldes tras un asalto de bayoneta. Otras victorias republicanas en Le Pallet y Saint-Christophe-du-Ligneron debilitaron la posición de los rebeldes y en una de ellas, el general Louis de Salgues de Lescures (1766-1793) es herido de muerte. 

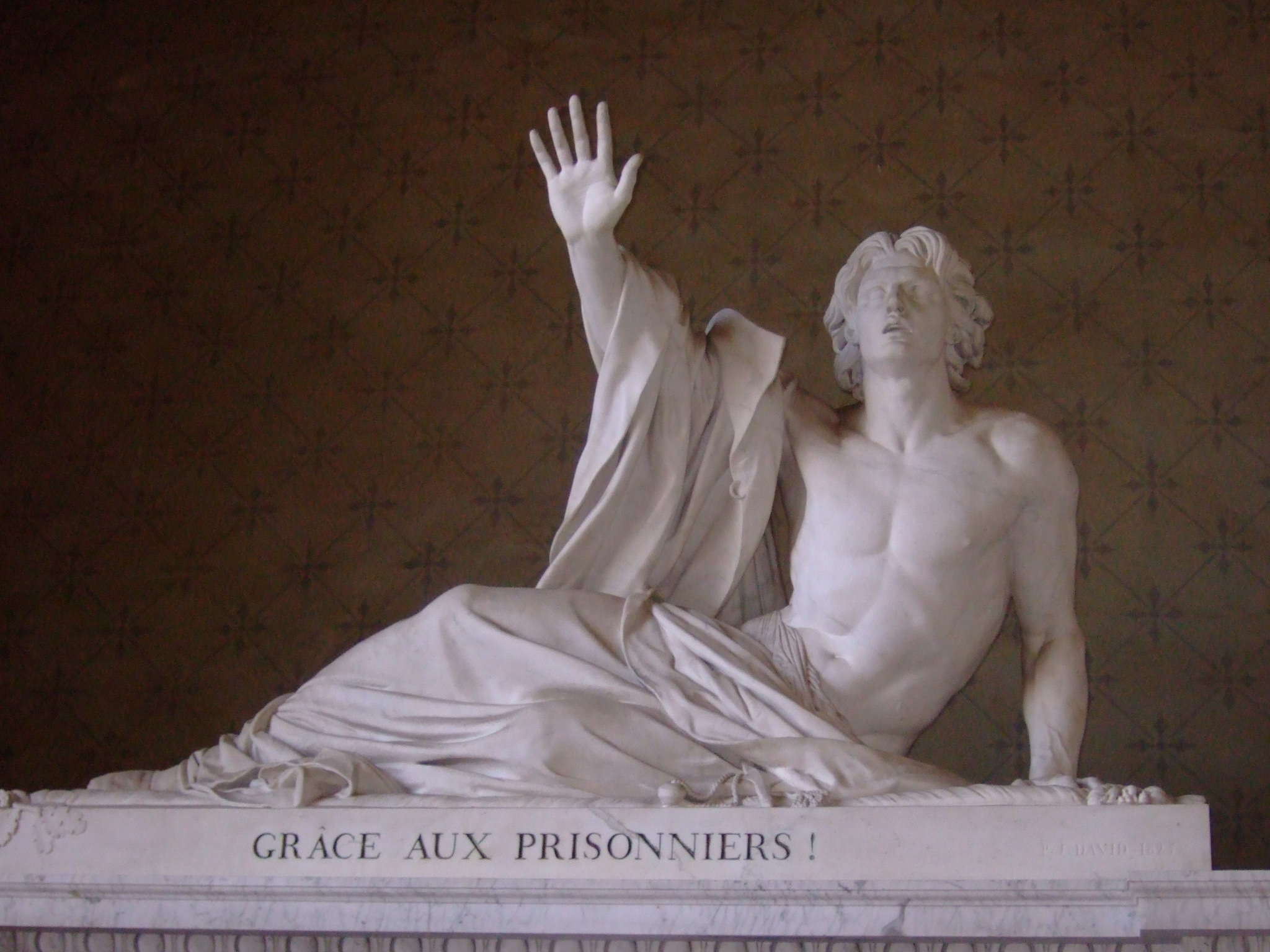
Le Général Bonchamps. Estatua de David d'Angers (1788-1856), 1824, abadía de Saint-Florent-le-Vieil. El padre de Angers fue uno de los soldados cuya vida salvo Bonchamps.

En la segunda batalla de Cholet, el 17 de octubre, los rebeldes mal armados e indisciplinados sufren una derrota decisiva a manos de un mucho más pequeño ejército republicano. En ella, Elbée y Bonchamps son heridos gravemente. Al día siguiente, mientras los rebeldes cruzan apresuradamente el Loira, el marqués agonizante ordena a sus tropas liberar a unos cinco mil republicanos prisioneros encerrados en Saint-Florent-le-Vieil, a los que muchos rebeldes querían ejecutar en masa por venganza de la derrota y la muerte de su comandante. Pero los campesinos alzados, al saber que su agónico comandante pedía como último deseo la liberación de los prisioneros, cambiaron de opinión rápidamente. 
Ese mismo día falleció en Meilleraie, cerca de Varades. Su tumba se encuentra en la abadía de Saint-Florent-le-Vieil, después que su familia trasladara sus restos durante el siglo XIX. El barón de Barante, Claude-Ignace Brugière (1745-1814), afirma que su cadáver fue exhumado y su cabeza cortada y enviada a la sede de la Convención Nacional.